# DFB-Pokal 1970/71
DFB-Pokalsieger 1971 wurde der FC Bayern München. Dem Rekord-Pokalsieger Bayern München gelang dies 1971 seit Einführung des DFB-Pokals 1953 bereits zum fünften Mal. Im Bundesligaspiel kurz zuvor siegte der FC Bayern noch mit 7:0 gegen den 1. FC Köln. Der Titelverteidiger und Bundesligaaufsteiger Kickers Offenbach schied bereits in der ersten Hauptrunde gegen den Regionalligisten VfR Heilbronn aus. Im Wiederholungsspiel zwischen dem FC Schalke 04 und dem VfL Wolfsburg der ersten Hauptrunde musste erstmals ein Elfmeterschießen zur Entscheidung herangezogen werden. Im Spiel zwischen dem FC Bayern München und dem 1. FC Kaiserslautern schoss Gerd Müller einen lupenreinen Fünferpack.
Im Europapokal der Pokalsieger schieden die Bayern im Halbfinale gegen den späteren Europapokalsieger Glasgow Rangers aus, gegen die sie 1967 den Titel gewonnen hatten.

## 1. Hauptrunde
| Datum                 |                         | Ergebnis  |                          |
| --------------------- | ----------------------- | --------- | ------------------------ |
| 12.12.1970, 13:30 Uhr | TSV Westerland          | 10:4 1    | Borussia Dortmund        |
| 12.12.1970, 13:45 Uhr | SG Wattenscheid 09      | 1:2       | Hertha BSC               |
| 12.12.1970, 14:00 Uhr | Borussia Neunkirchen    | 0:1       | 1. FC Kaiserslautern     |
| 12.12.1970, 14:00 Uhr | VfR Heilbronn           | 2:0       | Kickers Offenbach        |
| 12.12.1970, 14:00 Uhr | SSV Reutlingen 05       | 2:5       | 1. FC Köln               |
| 12.12.1970, 14:00 Uhr | SV Alsenborn            | 1:1 n. V. | Borussia Mönchengladbach |
| 12.12.1970, 15:30 Uhr | SC Tasmania 1900 Berlin | 1:0       | Eintracht Braunschweig   |
| 12.12.1970, 18:00 Uhr | Hannover 96             | 2:3 n. V. | Hamburger SV             |
| 12.12.1970, 18:00 Uhr | Rot-Weiß Oberhausen     | 4:3       | Rot-Weiss Essen          |
| 13.12.1970, 13:30 Uhr | FC St. Pauli            | 2:3 n. V. | Eintracht Frankfurt      |
| 13.12.1970, 13:30 Uhr | VfL Wolfsburg           | 2:2 n. V. | FC Schalke 04            |
| 13.12.1970, 14:00 Uhr | Fortuna Düsseldorf      | 3:1 n. V. | Werder Bremen            |
| 13.12.1970, 14:00 Uhr | FC Homburg              | 1:1 n. V. | MSV Duisburg             |
| 13.12.1970, 14:00 Uhr | Holstein Kiel           | 2:1       | VfB Stuttgart            |
| 13.12.1970, 14:00 Uhr | KSV Hessen Kassel       | 2:2 n. V. | FC Bayern München        |
| 13.12.1970, 14:30 Uhr | Wuppertaler SV          | 5:0       | Arminia Bielefeld        |

### Wiederholungsspiele
| Datum                 |                     | Ergebnis              |                   |
| --------------------- | ------------------- | --------------------- | ----------------- |
| 23.12.1970, 19:30 Uhr | FC Schalke 04       | 1:1 n. V. (3:1 i. E.) | VfL Wolfsburg     |
| 23.12.1970, 20:00 Uhr | FC Bayern München   | 3:0                   | KSV Hessen Kassel |
| 23.12.1970, 20:00 Uhr | MSV Duisburg        | 4:0                   | FC Homburg        |
| 30.12.1970, 20:00 Uhr | Borussia M’gladbach | 3:1                   | SV Alsenborn      |

## Achtelfinale
| Datum                 |                      | Ergebnis  |                         |
| --------------------- | -------------------- | --------- | ----------------------- |
| 20.02.1971, 14:30 Uhr | Fortuna Düsseldorf   | 4:0       | Wuppertaler SV          |
| 20.02.1971, 15:30 Uhr | 1. FC Kaiserslautern | 1:1 n. V. | FC Bayern München       |
| 20.02.1971, 15:30 Uhr | Eintracht Frankfurt  | 1:4       | 1. FC Köln              |
| 20.02.1971, 15:30 Uhr | Hamburger SV         | 3:1 n. V. | Borussia Dortmund       |
| 20.02.1971, 15:30 Uhr | MSV Duisburg         | 2:0       | SC Tasmania 1900 Berlin |
| 20.02.1971, 15:30 Uhr | Holstein Kiel        | 2:5 n. V. | Rot-Weiß Oberhausen     |
| 20.02.1971, 15:30 Uhr | Hertha BSC           | 1:3       | Borussia M’gladbach     |
| 20.02.1971, 15:30 Uhr | FC Schalke 04        | 4:0       | VfR Heilbronn           |

### Wiederholungsspiel
| Datum                 |                   | Ergebnis |                      |
| --------------------- | ----------------- | -------- | -------------------- |
| 30.03.1971, 20:00 Uhr | FC Bayern München | 5:0      | 1. FC Kaiserslautern |

## Viertelfinale
| Datum                 |                    | Ergebnis |                          |
| --------------------- | ------------------ | -------- | ------------------------ |
| 07.04.1971, 19:30 Uhr | 1. FC Köln         | 2:0      | Hamburger SV             |
| 07.04.1971, 20:00 Uhr | FC Bayern München  | 4:0      | MSV Duisburg             |
| 08.04.1971, 17:00 Uhr | Fortuna Düsseldorf | 3:1      | Borussia Mönchengladbach |
| 08.04.1971, 19:30 Uhr | FC Schalke 04      | 1:0      | Rot-Weiß Oberhausen      |

## Halbfinale
| Datum                 |                    | Ergebnis |                   |
| --------------------- | ------------------ | -------- | ----------------- |
| 12.05.1971, 20:00 Uhr | Fortuna Düsseldorf | 0:1      | FC Bayern München |
| 12.05.1971, 20:00 Uhr | FC Schalke 04      | 2:3      | 1. FC Köln        |

## Finale
| Paarung           | FC Bayern München – 1. FC Köln |
| Ergebnis          | 2:1 n. V. (1:1, 0:1) |
| Datum             | Sa, 19. Juni 1971 um 16:00 Uhr |
| Stadion           | Neckarstadion, Stuttgart |
| Zuschauer         | 71.000 |
| Schiedsrichter    | Ferdinand Biwersi (Bliesransbach) |
| Tore              | 0:1 Rupp (14.) 1:1 Beckenbauer (52.) 2:1 Schneider (118.) |
| FC Bayern München | 1. Sepp Maier, 2. Herward Koppenhöfer, 3. Paul Breitner, 4. Georg Schwarzenbeck, 5. Franz Beckenbauer , 6. Franz Roth (68. Edgar Schneider), 7. Karl-Heinz Mrosko, 8. Rainer Zobel, 9. Gerd Müller, 10. Uli Hoeneß (87. Johnny Hansen), 11. Dieter Brenninger Cheftrainer: Udo Lattek                        |
| 1. FC Köln        | 1. Milutin Šoškić, 2. Karl-Heinz Thielen (99. Bernhard Cullmann), 3. Matthias Hemmersbach, 4. Heinz Simmet (79. Hans-Josef Kapellmann), 5. Werner Biskup, 6. Wolfgang Weber, 7. Thomas Parits, 8. Heinz Flohe, 9. Bernd Rupp, 10. Wolfgang Overath , 11. Hannes Löhr Cheftrainer: Ernst Ocwirk ( Österreich) |
| Platzverweise     | Herward Koppenhöfer (72.) – keine |